# Çengelköy
Çengelköy is een wijk in het district Üsküdar, in de Turkse stad Istanboel. Çengelköy was een vissersdorpje aan de Aziatische kant van de Bosporus, gelegen tussen de andere voormalige dorpjes Beylerbeyi en Vaniköy, iets ten noorden van de oostelijke voet van de eerste Bosporusbrug. Tegenwoordig is het een kleine groene wijk binnen het grote Aziatische district Üsküdar. Het is een populaire plek om te eten en thee te drinken op een van de vele terrasjes. De huidige naam van de wijk betekent 'hoekdorp' of 'ankerdorp', en Çengelköy ligt ook werkelijk in een hoek van de Bosporus.

## Geschiedenis
Zeker in de 6e eeuw na Christus was hier een dorp, dat toen Sophianai heette, naar het paleis dat de Byzantijnse Keizer Justinus II er liet bouwen voor zijn vrouw Sophia. De Byzantijnen bouwden er ook twee kerken en een kapel, waarvan de Aya Yorgi nog dienstdoet. In latere Ottomaanse tijden werd er ook een moskee bij de haven gebouwd. In de 17e eeuw was Çengelköy na Üsküdar (Scutari) de grootste nederzetting aan de Aziatische kant van de Bosporus. In die tijd woonden er voornamelijk Grieken. Gedurende de 18e en 19e eeuw verschenen er vele houten villa's langs de waterlijn en op de heuvels achter het dorp. Daarvan zijn er nog zeker tientallen bewaard gebleven. Zowel vermogende Grieken als Turken vestigden zich in de wijk. Çengelköy bleef tot in de tweede helft van de 20e eeuw een etnisch en religieus gemengd dorp met een Griekse en Turkse populatie, en een kleine Armeense minderheid. In de 19e eeuw werd er een grote militaire academie opgericht ten noorden van het dorp, nabij de 18e-eeuwse Kuleli Kaymak Mustafa Paşamoskee. Gedurende de 20e eeuw verloor de wijk grotendeels zijn christelijke populatie, maar ook in de 21e eeuw is er in de wijk nog een kleine christelijke minderheid van voornamelijk Grieks-Orthodoxen. In de 2e helft van de 20e eeuw was er een grote toestroom van mensen uit de Turkse Zwarte Zeeregio en ontwikkelde Çengelköy zich tot een hotspot voor rijkere Turken zoals filmsterren en zangers. De historische houten yalı's aan de Bosporus rond Çengelköy en Beylerbeyi behoren tot de duurste woningen in de wereld, met prijzen tot in de tientallen miljoenen euro's. Naast vele Turkse (en buitenlandse) miljonairs heeft ook (toenmalig) premier Erdoğan in 2014 een complex van woningen in de wijk betrokken. De meeste inwoners van de wijk behoren echter tot de middenklasse.

## Bezienswaardigheden
Met het vertrek van veel originele inwoners gedurende de 20e eeuw raakten veel historische panden in verval, pas in de afgelopen decennia zijn enkele panden gerestaureerd. Dat het gebied een beschermde status heeft, heeft niet kunnen voorkomen dat de publieke ruimte wat is verrommeld. Toch blijft het onder Istanbulu (inwoners van Istanboel), en met name die uit het Aziatische deel, een populaire plek om uit eten te gaan of thee te drinken op een van de twee kades van de wijk. Çengelköy biedt een van de beste plaatsen in de stad voor uitzicht over de Bosporus en heeft een gemoedelijke dorpssfeer vergeleken met de meeste andere wijken van de stad. In de zomer vullen de terrasjes beide kades vrijwel volledig en ook zijn er enkele Nargile-bars (waterpijp). Op een van de terrasjes staat een 800 jaar oude sycamore boom. In de meeste restaurants in Çengelköy wordt geen alcohol geschonken, behalve enkele bij de pier (iskelesi). Net ten noorden van het dorp liggen echter meerdere luxe restaurants en clubs aan de Bosporus zoals bij het hotel- en restaurantcomplex Sumahan on the Water, in een oude Ottomaanse Raki-destilleerderij. Enkele opmerkelijke gebouwen in Çengelköy zijn de Aya Yorgi kerk, de Kuleli Kaymak Mustafa Paşamoske, de Kuleli Militaire academie die onlangs is gerestaureerd en een grote vervallen houten woning aan de zuidkant van het dorp.

## Paleis van Erdoğan
Op een heuvel boven het dorp heeft premier Erdoğan in 2013/14 een nieuw paleis laten bouwen ter waarde van 1 miljard Turkse lira. De oppervlakte van het complex is ongeveer even groot als het oude dorp zelf. Een grote historische houten woning van de laatste Ottomaanse Sultan Mehmet VI (Vahideddin), die in relatief goede staat verkeerde, is gesloopt en vervangen door een inaccurate betonnen replica. Ook is het bos op de heuvel grotendeels verwijderd en vervangen door een metershoge betonnen muur. Het betreft het eerste paleis dat in de stad werd gebouwd in de republikeinse periode. Het complex omvat naast een residentie voor premier Erdoğan ook vier riante villa's voor zijn directe familieleden en beveiliging, en is daarmee na het Dolmabahce- en Topkapipaleis het derde grootste paleis van de stad. Voor het kolossale project werden omwonenden uit hun huizen gezet. In juli 2014 kregen de bewoners van 13 nog bestaande naastgelegen panden 15 dagen de tijd om hun woningen te verlaten, voor deze om veiligheidsredenen gesloopt zouden worden. De lokale bevolking was hier fel tegen gekant, maar heeft geen inspraak in de ontwikkeling van het dorp of haar omgeving gekregen. Ze voelden zich gekwetst, nog meer daar zij tijdens de heilige maand Ramadan werden uitgezet. Ambtenaren van de stad zouden geen toestemming hebben verleend voor het slopen van de huizen. Het project, gefinancierd van staatsgelden, had de goedkeuring van de raad van ministers.

## Galerij

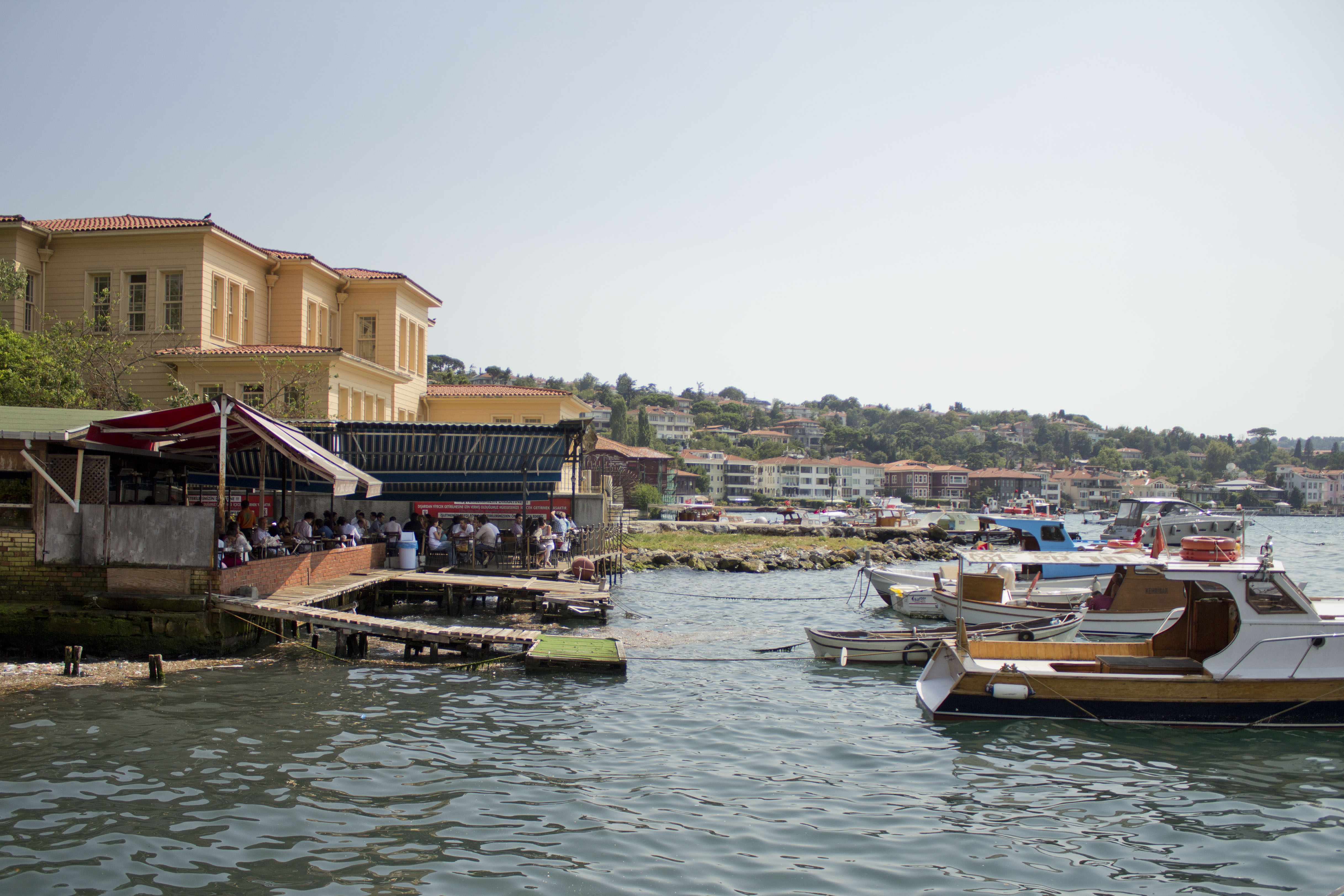
De zuidkant van de haven in Çengelköy
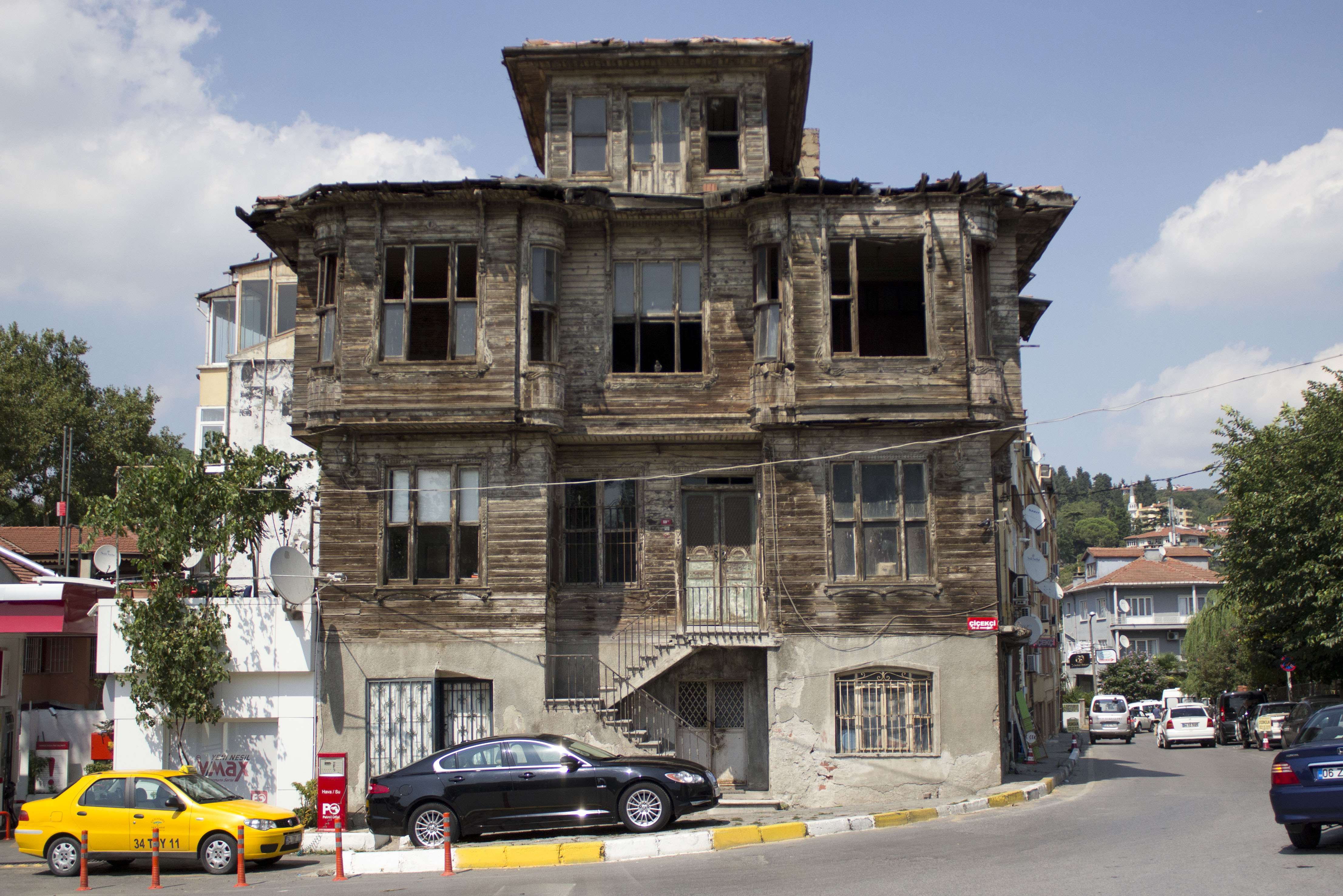
Een oud huis in Çengelköy
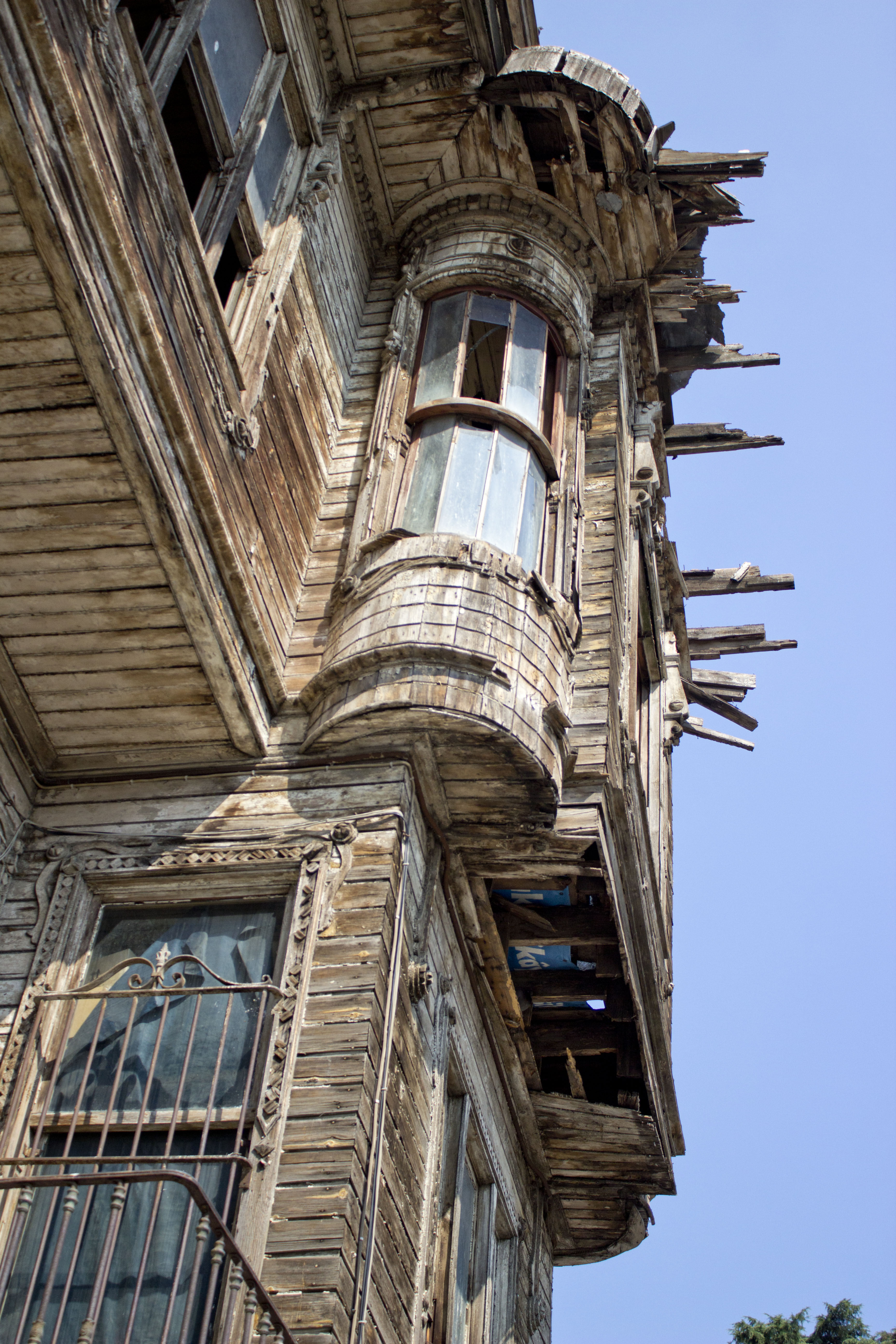
Deel van een houten gevel
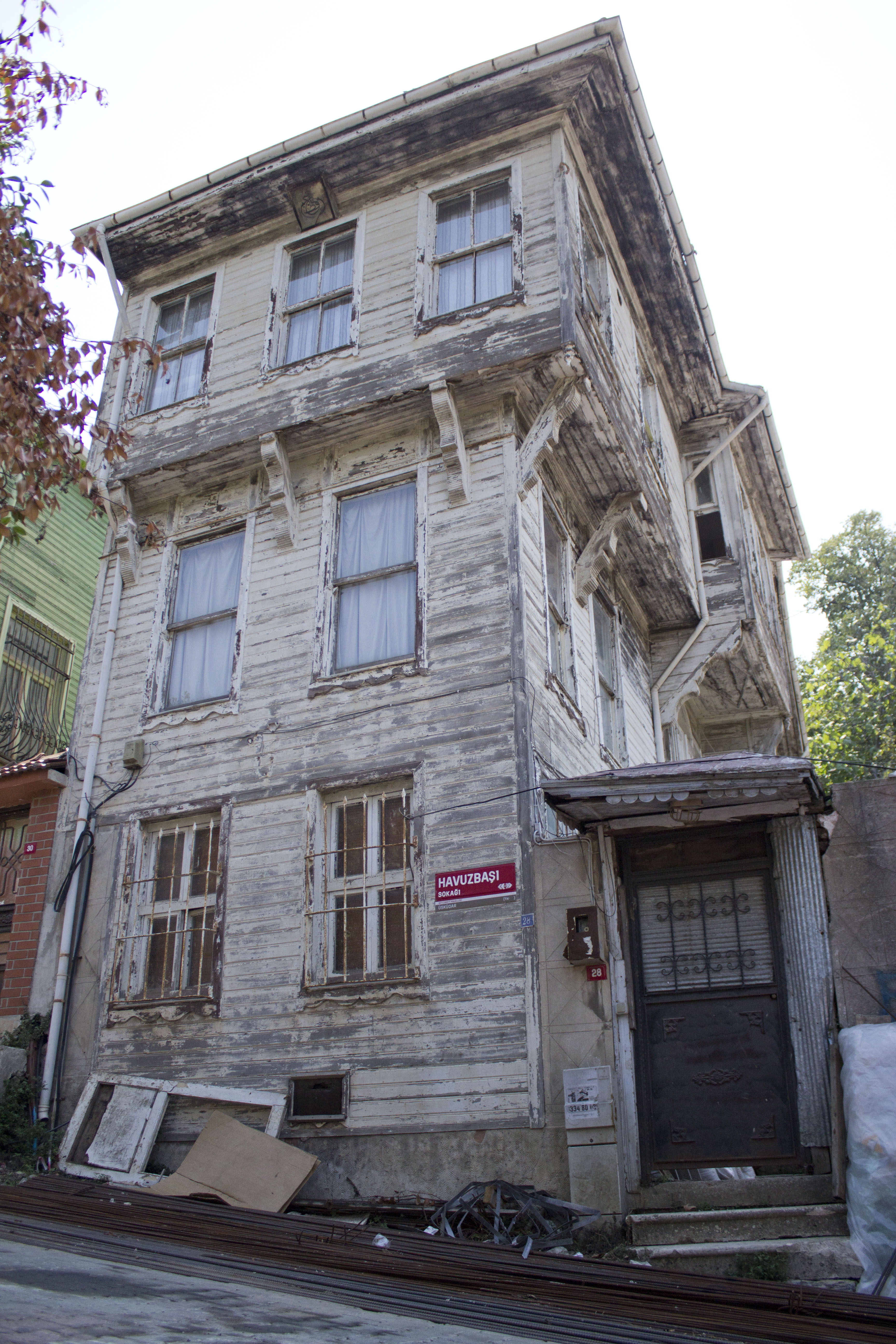
Nog een oud huis
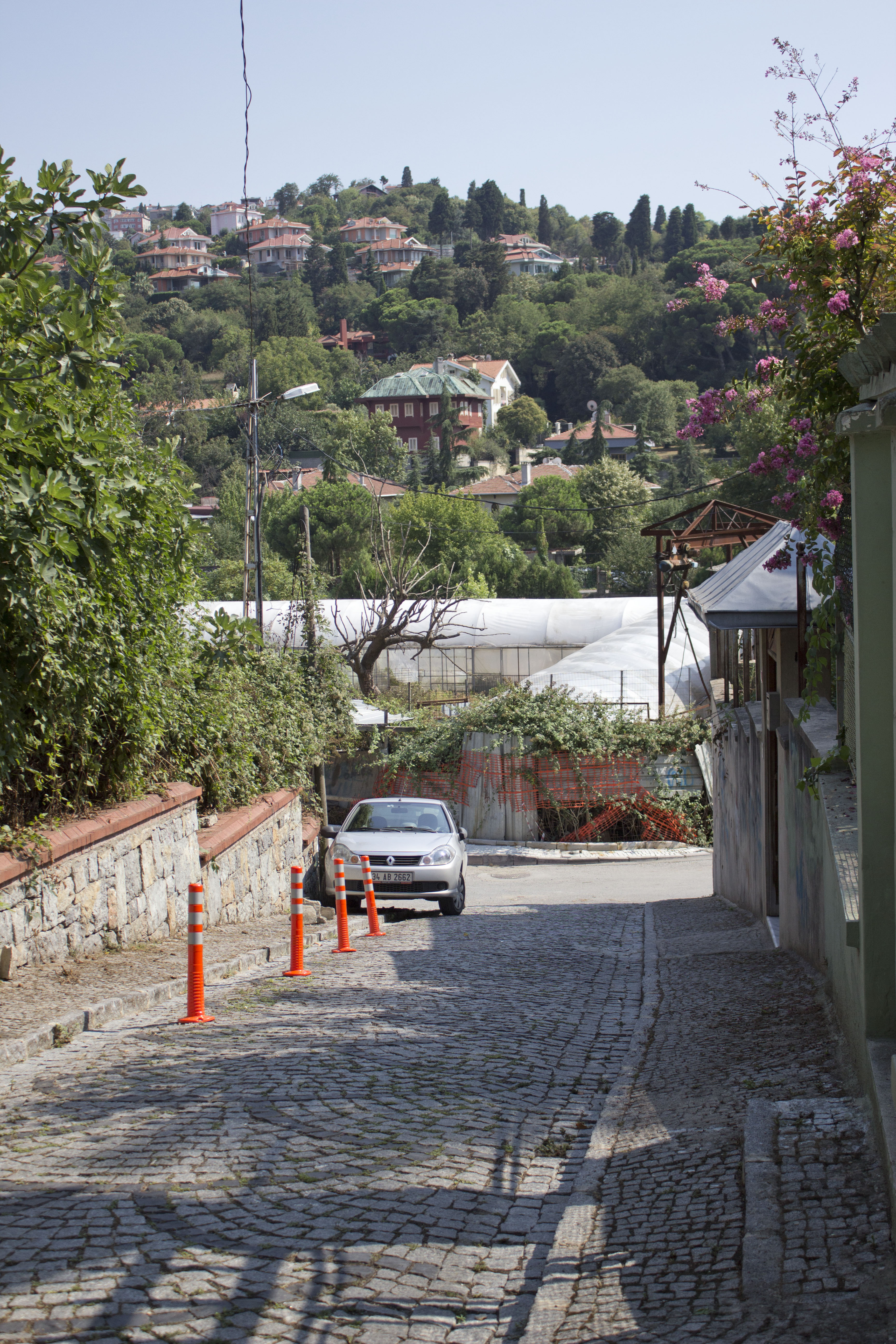
Het achterland van de wijk
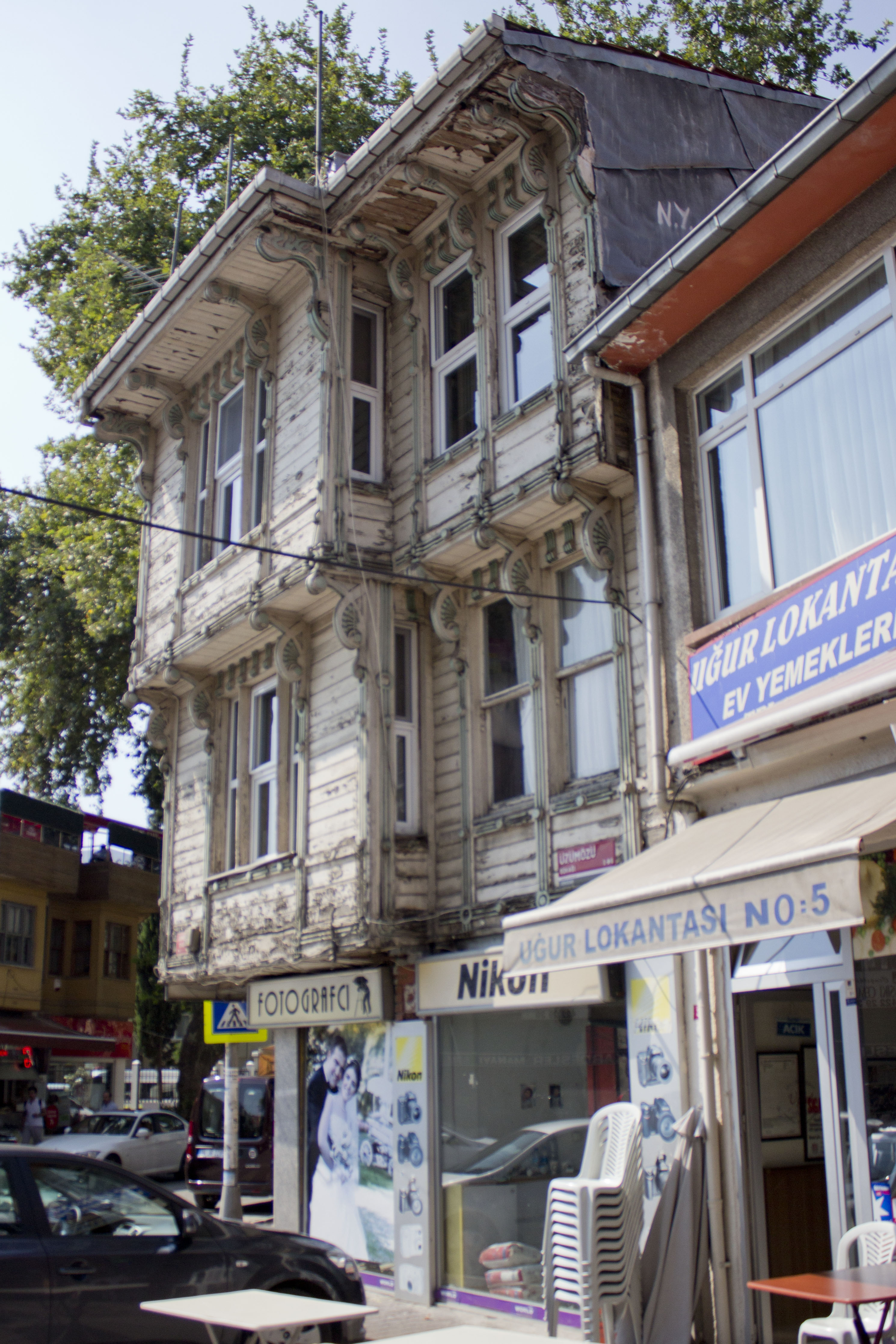
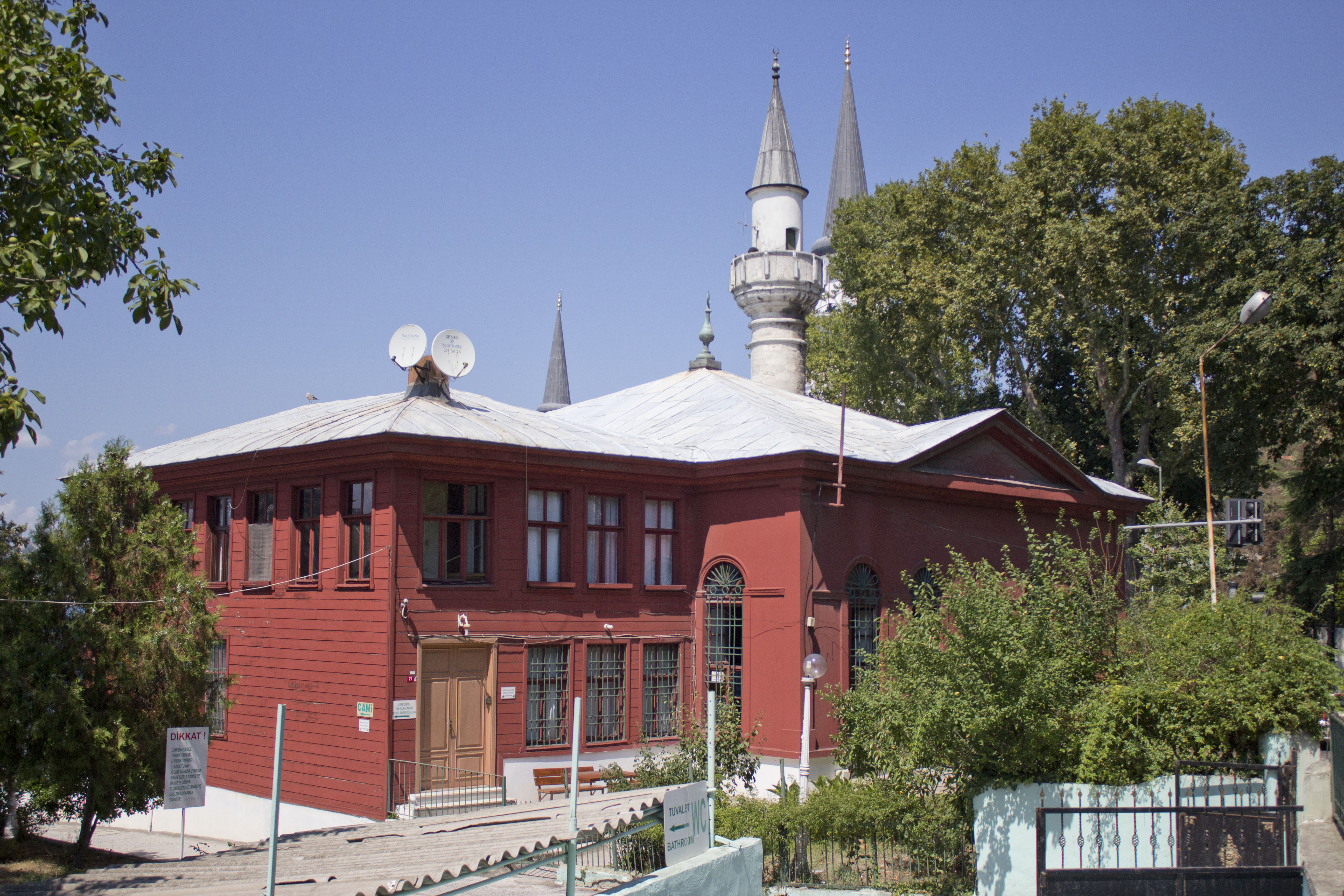
De Kuleli Kaymak Mustafa Paşamoskee